# Carlos Reynoso
Carlos Julio Billy Reynoso (Avellaneda, 12 de diciembre de 1949) es un antropólogo argentino, dedicado a la reconstrucción y crítica de la teoría antropológica, así como a la contribución a través del desarrollo de modelos formales y de marcos epistemológicos y metodológicos a la transdisciplinariedad de la investigación en ciencias sociales.

## Vida profesional
Reynoso es profesor de la carrera de Antropología en la Universidad de Buenos Aires (UBA), donde dicta las cátedras de Teorías antropológicas contemporáneas y Elementos de lingüística y semiótica, además de seminarios de Antropología de la música y de Neurociencia y Antropología del conocimiento. También es profesor en la Especialización en tecnologías urbanas sostenibles de la Facultad de Ingeniería (UBA), titular de la cátedra de Modelos formales no transformacionales de la carrera de Letras (UBA) y profesor invitado en numerosas facultades de Iberoamérica.
Como investigador, tiene el grado de doctor en Antropología Social; sus especializaciones comprenden la teoría antropológica, metodología de la investigación, ciencia cognitiva, inteligencia artificial, métodos formales, antropología urbana y algorítmica arquitectónica, arquitectura de software, lingüística, semiótica, etnomusicología y teorías de la complejidad y el caos. 
Es miembro fundador de Antropocaos, grupo de investigación dedicado a los estudios antropológicos desde las teorías del caos y la complejidad y es director de la colección editorial Complejidad Humana junto con el antropólogo mexicano Rafael Pérez-Taylor.
En el área de informática, se destaca su trabajo en Microsoft (1993-2003), donde realizó aportes al desarrollo de software vinculado a la investigación científica, trayectoria por la que fue nominado Microsoft Most Valuable Professional en 2004.

## Pensamiento y obra

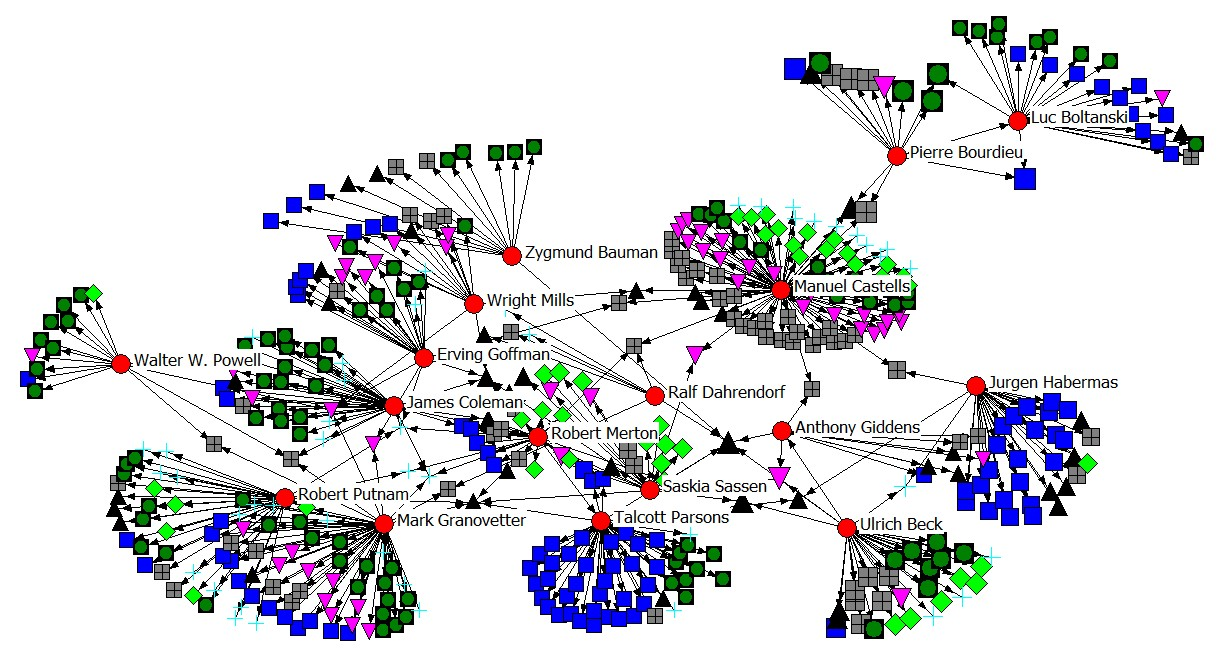
Carlos Reynoso ha realizado investigaciones sobre Análisis de Redes Sociales.

El trabajo intelectual de Reynoso suele concentrarse alrededor de dos ejes: por una parte, el de lograr un examen profundo de las distintas corrientes antropológicas para determinar su consistencia, su robustez y su nivel de aporte a una investigación científica capaz de producir resultados significativos; por otra parte, evaluar y generar marcos metodológicos para integrar las teorías y resultados de campos científicos (principalmente ciencias cognitivas, teoría evolucionista y teorías de la complejidad y el caos) con las ciencias sociales, en especial la antropología. La línea de investigación a la que ha dedicado sus últimos esfuerzos interdisciplinarios es el análisis de redes sociales (ARS), el cual cree que "podrá proveer a la antropología de un arsenal de herramientas innovadoras que posibilite el diálogo con otros saberes en una investigación abierta, sustentable y positiva 'renovando la clase de preguntas que es posible formular', 'logrando minimización de costos y gestión sustentable' y 'elaborando herramientas que estén a la altura de lo que ahora puede hacerse'".
Su examen de la teoría antropológica incluye numerosos casos en los que el análisis, partiendo de un comentario detallado de las obras, arroja un juicio negativo sobre paradigmas enteros. Su libro El surgimiento de la antropología posmoderna (1991) comprende una selección de los textos más representativos de esta corriente en antropología, a partir de los cuales Reynoso comienza una crítica rigurosa y largamente desfavorable a los fundamentos y los resultados de la misma, que luego continúa en obras posteriores. En Apogeo y decadencia de los estudios culturales (2000), realiza una depuración de algunos aspectos valiosos de esta corriente pero expone lo que considera sus impotencias intrínsecas y sus fracasos, concluyendo "que hoy parezcan dominantes sólo quiere decir que están cayendo desde mayor altura". 
En el área de etnomusicología, llevó a cabo relevamientos en el Sureste asiático y en la Puna (noroeste de Argentina y sur de Bolivia), desarrolló modelos computacionales aplicados a la etnomusicología de los etruscos y teorías sobre la difusión de corrientes musicales entre África y América. Publicó la obra Antropología de la música (2006) en dos volúmenes, el primero dedicado a las teorías de la simplicidad y el segundo a las de la complejidad, donde revisa y critica la mayor parte de las investigaciones desarrolladas en esta subdisciplina.
En el área de complejidad, sus tres últimos libros constituyen sus aportes más importantes hasta la fecha. En Complejidad y Caos: Una exploración antropológica (2006), dedica una primera parte a exponer e interpretar la incursión de las teorías sistémicas en las ciencias sociales; en la segunda parte trata el surgimiento y ascenso de las teorías de la complejidad y el caos en la física, la matemática y la biología; para finalmente determinar buenas y malas estrategias para un enriquecimiento mutuo de ambos campos. Análisis y diseño de la ciudad compleja: Perspectivas desde la antropología urbana (2010), es una evaluación de las herramientas y técnicas de modelado provenientes de la complejidad, junto con los estudios de caso existentes, para el desarrollo sustentable de las ciudades. En Redes sociales y complejidad: Modelos interdisciplinarios en la gestión sostenible de la sociedad y la cultura (2011), Reynoso realiza una historia y un análisis epistemológico de los modelos reticulares, y una evaluación de las oportunidades y los límites para integrarlos al trabajo antropológico:

La idea es no sólo demostrar que las redes y la complejidad aportan una herramienta de un carácter cuya necesidad es palpable, sino organizar los aspectos formales de la narrativa de modo que quede plenamente expuesto el hecho de que ambas establecen por un lado la posibilidad y por el otro la necesidad de fiscalizar las viejas y las nuevas estrategias disciplinarias desde la mera raíz, sea ello debido a los caminos que se abren, a las oscuridades que se aclaran o a los mitos que se caen.
 Reynoso, 2011

Adicionalmente, en estos libros Reynoso hace un comentario del software disponible para los investigadores que pretendan introducirse o aumentar el manejo de estas herramientas de modelado. 
Su revisión epistemológica de la antropología y de las ciencias abarca numerosas disciplinas y autores. Entre sus habituales preferencias se encuentran los cibernéticos Norbert Wiener y Ross Ashby, el matemático John von Neumann, el epistemólogo Gregory Bateson, los teóricos de la complejidad Barabási, Strogatz y Watts. Entre los que impugna incansablemente están Clifford Geertz, Fritjof Capra, Francisco Varela y fundamentalmente Edgar Morin.

### Libros publicados
- 1986 — Teoría, historia y crítica de la antropología cognitiva Buenos Aires, Búsqueda-Yuchán, ISBN 978-950-560-043-4
- 1987 — Paradigmas y estrategias en antropología simbólica Buenos Aires, Búsqueda-Yuchán, ISBN 978-950-560-034-2
- 1991 — Antropología y programación lógica Buenos Aires, Búsqueda-Yuchán, ISBN 978-950-560-034-2
- 1991 — El surgimiento de la antropología posmoderna México, Gedisa, ISBN 84-7432-447-5
- 1993 — De Edipo a la máquina cognitiva Buenos Aires, El Cielo por Asalto
- 1998 — Corrientes en antropología contemporánea Buenos Aires, Biblos
- 2000 — Apogeo y decadencia de los estudios culturales, México, Gedisa, ISBN 84-7432-810-1
- 2006 — Complejidad y Caos: Una exploración antropológica, Buenos Aires, Editorial Sb, ISBN 987-1256-04-3
- 2006 — Antropología de la Música, Buenos Aires, Editorial Sb, ISBN 978-987-1256-03-7
- 2008 — Corrientes teóricas en antropología: Perspectivas desde el siglo XXI, Buenos Aires, Editorial Sb, ISBN 978-987-1256-21-1
- 2009 — Modelos o metáforas: Crítica del paradigma de la complejidad de Edgar Morin, Buenos Aires, Editorial Sb, ISBN 978-987-1256-54-9
- 2010 — Análisis y diseño de la ciudad compleja: Perspectivas desde la antropología urbana, Buenos Aires, Editorial Sb, ISBN 978-987-1256-67-9
- 2011 — Redes sociales y complejidad: Modelos interdisciplinarios en la gestión sostenible de la sociedad y la cultura, Buenos Aires, Editorial Sb, ISBN 978-987-1256-87-7
- 2014 — Lenguaje y pensamiento: tácticas y estrategias del relativismo lingüístico, Buenos Aires, Editorial Sb, ISBN 978-987-1984-12-1
- 2015 — Crítica de la antropología perspectivista, Buenos Aires, Editorial Sb, ISBN 978-987-1984-11-4